# Elandplein

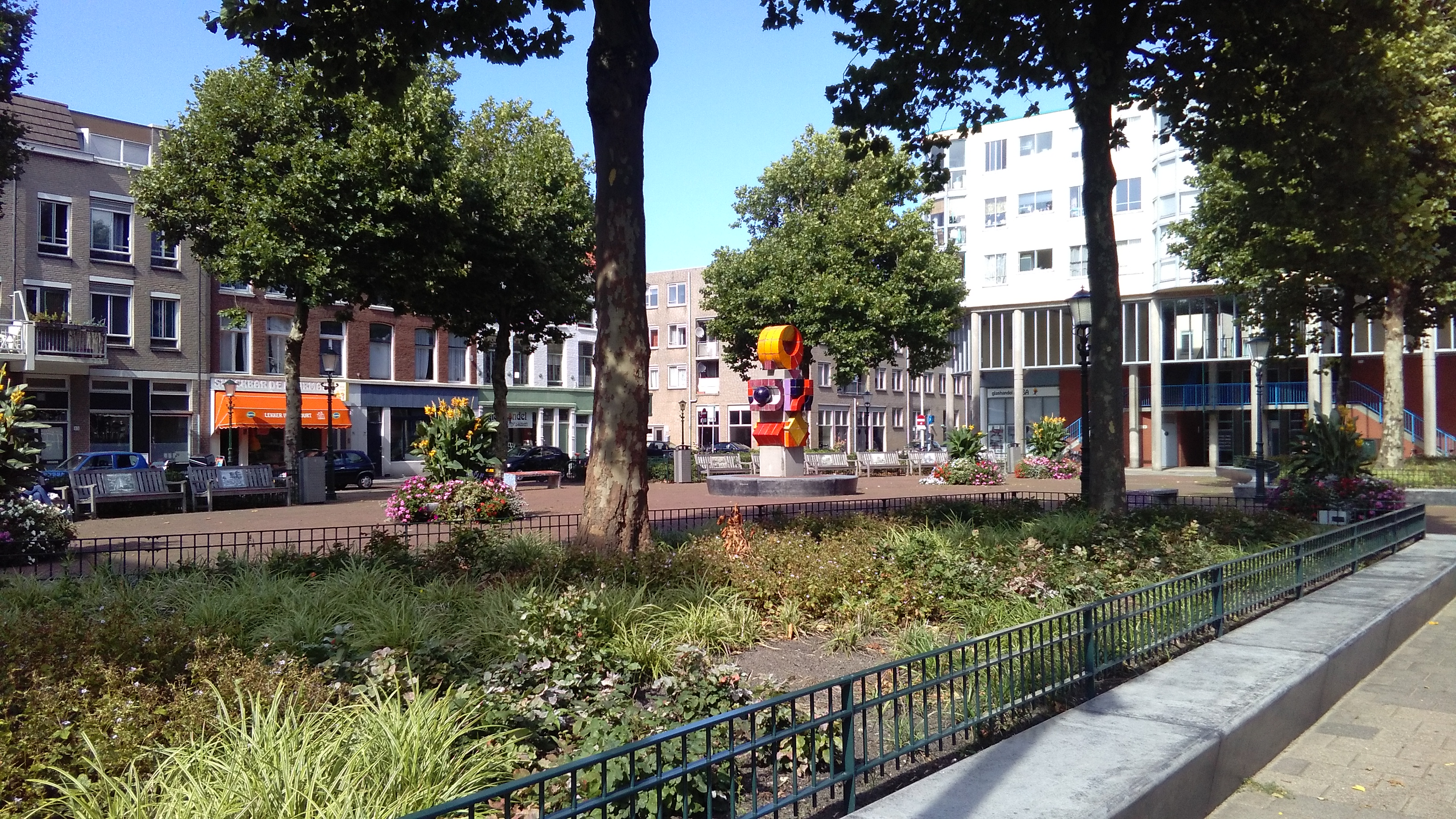
Overzicht van het plein, gezien vanuit het zuidwesten.

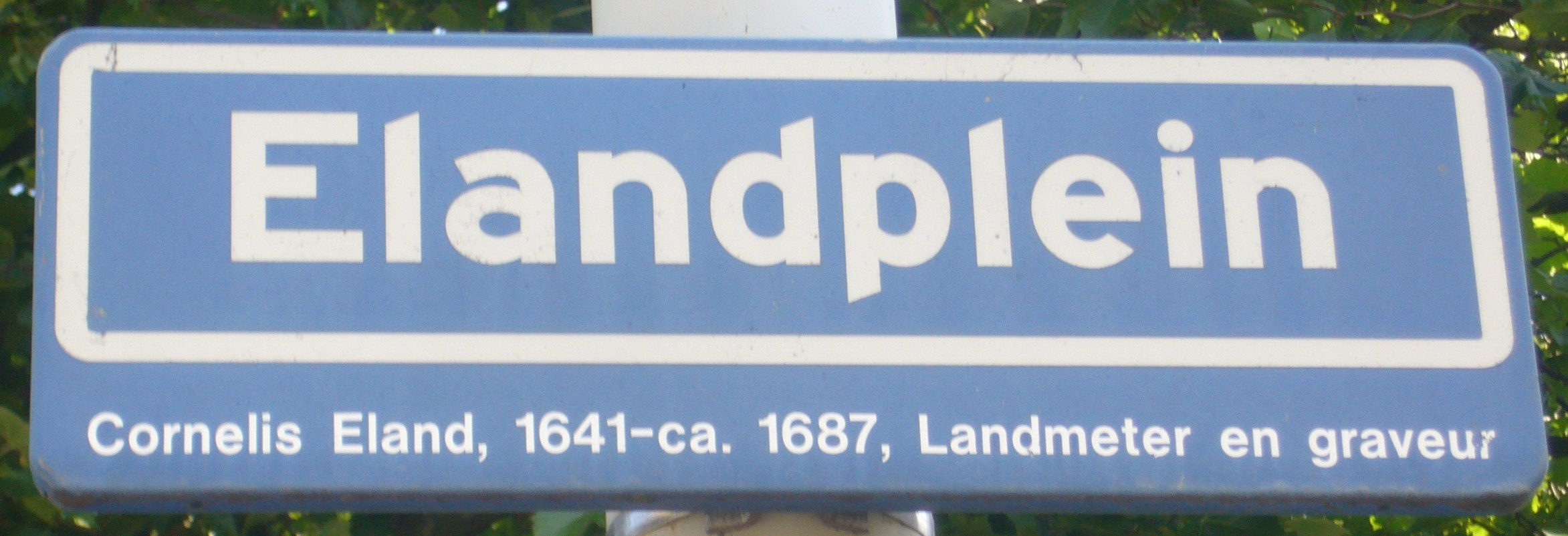

Sculptuur Zonder titel van Jan Goeting.

Het Elandplein bevindt zich in het Zeeheldenkwartier in Den Haag. 

## Naam
Het plein is in 1876 vernoemd naar Cornelis Elandt (1641 - ±1687), cartograaf en graveur uit de 17de eeuw. Hij maakte diverse plattegronden van Den Haag in de periode 1663-1670. Ook illustreerde hij het boek 's-Gravenhage, de voornaemste plaetsen van Jacob van der Does, naar wie, ook in 1876, een andere straat in die buurt  werd vernoemd.

## Beschrijving
Het plein is rechthoekig en wordt aan de oostkant begrensd door de Elandstraat en aan de westkant door de Witte de Withstraat. Op het plein is een ovale verhoging aangebracht en er staan twaalf platanen. Midden op het plein staat sinds 2015 de sculptuur Zonder titel, gemaakt in 1972 door Jan Goeting en onderdeel van de collectie van de gemeente Den Haag. Tegenover het plein, aan de oostkant, staat de door architect Nicolaas Molenaar (1850-1930) ontworpen neogotische Elandkerk, een rijksmonument uit 1892 met twee kerktorens.

## Verkeer
- Vanaf 1906 passeerden de trams van lijn 5 het Elandplein. In de ene richting namen ze de bocht van de Witte de Withstraat naar de Tasmanstraat, in de andere richting van de Van Diemenstraat naar de Elandstraat. Een tweede tramlijn via deze route was vanaf 1928 lijn 20, die vanaf 1948 lijn 2 heette. In 1963 werden de lijnen 2 en 5 opgeheven.
- In 2008 werd de herinrichting van het plein met de omwonenden besproken. Het betrof vooral verbetering van de verkeersveiligheid. Bij gebrek aan enthousiasme zijn de plannen uitgesteld.